# Li Fabin
Li Fabin (em chinês: 李发彬; 15 de janeiro de 1993) é um halterofilista chinês, campeão do mundo e três vezes campeão asiático competindo na divisão de 56 kg (até 2018) e 61 kg (começando em 2018 após a Federação Internacional de Halterofilismo reorganizar as categorias). Foi nesta categoria que ele foi campeão olímpico nos Jogos Olímpicos de Tóquio.
Li ganhou notoriedade por usar uma técnica diferente para controlar o halteres e levantar o peso usando apenas uma das pernas.